# Bogusław Buszewski
Bogusław Andrzej Buszewski (ur. 28 września 1951 we Wrocławiu) – polski chemik, profesor chemii środowiska i chemii analitycznej, członek rzeczywisty Polskiej Akademii Nauk. W latach 2019–2023 zastępca przewodniczącego Rady Doskonałości Naukowej.

## Życiorys
Ukończył Liceum Ogólnokształcące im. Bolesława Chrobrego w Leżajsku w 1969 roku. Następnie podjął studia chemiczne na Uniwersytecie Marii Skłodowskiej-Curie w Lublinie, które ukończył w roku 1982. Cztery lata później uzyskał stopień doktora na Słowackim Uniwersytecie Technicznym w Bratysławie za rozprawę pt. Optimization of perkings and columns for HPLC. Na tej samej uczelni, w 1992 roku obronił pracę habilitacyjną zatytułowaną Chemically bonded phases in chromatographic analisys. Preparations, properties and applications. W 1999 roku uzyskał tytuł profesora nauk chemicznych.
Od 1980 Naczelnej Organizacji Technicznej. Był prezesem Societas Humboldtiana Polonorum (2007–2013), Polskiego Towarzystwa Chemicznego (2010–2015), prezesem Central European Group for Separation Sciences (CEGSS) (2010–2019) oraz prezesem European Society of Separation Sciences (EuSSS). Stypendium naukowe Fundacji Humboldta odbył na Uniwersytecie w Tübingen (1989–1992), a stypendium na Uniwersytecie w Kent (1992–1994). Od 1994 roku jest kierownikiem Katedry Chemii Środowiska i Bioanalityki Wydziału Chemii Uniwersytetu Mikołaja Kopernika w Toruniu, a od 2010 roku jest kierownikiem Centrum Metod Separacyjnych i Bioanalitycznych Interdyscyplinarnego Centrum Nowoczesnych Technologii UMK w Toruniu.
Został wybrany na członka Komitetu Chemii Analitycznej PAN (pełniąc funkcje zastępcy przewodniczącego i przewodniczącego) i Komitetu Chemii PAN (pełniąc funkcje członka prezydium), a także członka prezydium Oddziału PAN w Gdańsku i Rady Towarzystw Naukowych PAN. Był też członkiem Centralnej Komisji do Spraw Stopni i Tytułów, a następnie Rady Doskonałości Naukowej, w której został wybrany na zastępcę przewodniczącego. Ponadto był prezesem Polskiego Towarzystwa Chemicznego.
Jest promotorem 45 rozpraw doktorskich oraz opiekunem 25 rozpraw habilitacyjnych.
Jest autorem lub współautorem ok. 780 publikacji naukowych z listy JCR, które były cytowane przez innych autorów 23 000 razy, indeks Hirscha jego dorobku wynosi 64.
W 2019 został członkiem Europejskiej Akademii Nauk i Sztuk Pięknych.
Jego specjalnościami są: chemia analityczna, fizykochemia powierzchni i adsorpcja, chemia środowiska, przygotowanie próbek, chromatografia, techniki separacyjne, metabolomika, analiza śladowa, spektrometria.

## Prace badawcze
- Wykorzystanie metod chemometrycznych w badaniach specjacji metali ciężkich w glebach (2002)
- Opracowanie nowej metody kontroli antydopingowej leków beta-adrenolitycznych z zastosowaniem nowej generacji chiralnych selektorów oraz techniki HPLC-MS/MS (2007)
- Fermentacja metanowa osadów ściekowych jako metoda otrzymywania biogazu i stabilizacji odpadów powstających w procesie oczyszczania ścieków (2006)
- Modelowanie procesu migracji i sorpcji wybranych ksenobiotyków organicznych w materiale roślinnym z wykorzystaniem specyficznych faz stacjonarnych do chromatografii gazowej (2007)
- Analityka i monitoring chemiczny i biologiczny, jakościowe i ilościowe oznaczanie substancji toksycznych i ksenobiotyków organicznych i nieorganicznych w różnych matrycach. Biomarkery i techniki wczesnego wykrywania chorób nowotworowych. Biokumulacja i specjacja. Analityka: produktów żywnościowych, farmaceutyczna, medyczna-kliniczna, biochemiczna, proteomika i metabolomika z wykorzystaniem najnowszych technik instrumentalnych w warunkach stacjonarnych i terenowych (2008–2019).

## Publikacje
Najczęściej cytowane artykuły naukowe:
- „Hydrophilic interaction liquid chromatography (HILIC)-a powerful separation technique”, 2012[3], >860 cytowań
- „Human exhaled air analytics: Biomarkers of diseases”, 2007[4], >550 cytowań
- „Study of the selection mechanism of heavy metal (Pb2+, Cu2+, Ni2+, and Cd2+) adsorption on clinoptilolite”, 2007[5], >470 cytowań
- „The human volatilome: volatile organic compounds (VOCs) in exhaled breath, skin emanations, urine, feces and saliva”, 2014[6], >430 cytowań
- „Noninvasive detection of lung cancer by analysis of exhaled breath”, 2009[7], >420 cytowań

## Ordery i odznaczenia
- Krzyż Oficerski Orderu Odrodzenia Polski (2022)[8]
- Krzyż Kawalerski Orderu Odrodzenia Polski (2015)[9]
- Złoty Krzyż Zasługi (2002)[10]
- Medal Komisji Edukacji Narodowej (1999)
- Medal Wiktora Kemuli (2008)[11]
- Medal Jędrzeja Śniadeckiego (2017)
- Medal „Thorunium” (2021)[12]
- Medal Prezydenta Miasta Bydgoszczy (2009)
- Medal Marszałka Województwa Kujawsko-Pomorskiego z okazji 100-lecia niepodległości Polski (2018)
- Medal Bydgoskiego Towarzystwa Naukowego (2009)
- Złoty Medal Uniwersytetu Gdańskiego „Doctrinae Sapientae Honestati” (2013)[13]
- Brązowy Medal Janusza Sokołowskiego – De Chimia Gedanensi Bene Meritus (2016)[14]
- Medal Uniwersytetu Przyrodniczego we Wrocławiu (2009)
- Medal „Zasłużony dla Uniwersytetu Przyrodniczego we Wrocławiu (2011)
- Honorowy Medal AM w Gdańsku (2007)
- Medal za Zasługi Położone dla Rozwoju Uczelni (UMK) (2014)
- Medal za Zasługi dla Siedleckiej Uczelni (UPH) (2014)
- Medal Jubileuszowy Uniwersytetu Warmińsko-Mazurskiego w Olsztynie (2014)
- Medal upamiętniający 100-lecie Odnowienia Tradycji Politechniki Warszawskiej (2015)
- Złota Odznaka NOT (2011)
- Honorowa Odznaka PTChem (2008)
- Medal Martina (2025)[15]
- Medal Societas Humboldtiana Polonorum (2016)
- Medal Societas Humboldtiana Polonorum (2017)
- Medal Societatea De Chimie in Republica Moldov (2017)
- Medal University of Pardubice (2017)
- Srebrny Medal Wernera Heisenberga (AvH) (2015)
- Srebrny Medal Włoskiego Towarzystwa Chemicznego (2010)
- Srebrny Medal Mołdawskiej Akademii Nauk (2011)
- Medal Rumuńskiej Akademii Nauk (2011)

## Nagrody i wyróżnienia
- Nagroda Ministerstwa Edukacji Narodowej (1987, 2000, 2001)
- Nagroda Fundacji im. Aleksandra von Humboldta (1991, 1999)
- Nagroda Ministerstwa Zdrowia (1993)
- Nominacja w plebiscycie Torunianin Roku Gazety Wyborczej (2008)[16]
- Nagroda Naukowa Premiera RP (2009)
- Nagroda Ministra Zdrowia (2009)
- Godność Honorowego Członka Słowackiego Towarzystwa Chemicznego (2011)
- Nagroda Marszałka Województwa Kujawsko-Pomorskiego (2011)
- tytuł Profesora Honorowego Uniwersytetu Przyrodniczego we Wrocławiu (2012)
- tytuł doktora honoris causa Uniwersytetu Św. Cyryla i Metodego w Trnawie (Słowacja, 2013)
- Nagroda Ministra Nauki i Szkolnictwa Wyższego (2013)
- Nagroda Naukowa im. M. Skłodowskiej-Curie Polskiej Akademii Nauk (2014)
- Dyplom Ministra Gospodarki (2015)
- tytuł doktora honoris causa Uniwersytetu Przyrodniczego we Wrocławiu (2018)
- tytuł doktora honoris causa Wojskowej Akademii Technicznej (2018)[17]
- tytuł doktora honoris causa Uniwersytetu Warmińsko-Mazurskiego w Olsztynie (2019)[18]
- Nagroda Ministra Nauki i Szkolnictwa Wyższego (2019)
- tytuł doktora honoris causa Uniwersytetu Kłajpedzkiego (2024)[19]